# Shōta Matsuda
Shōta Matsuda (松田 翔太 Matsuda Shōta?,  Suginami, Tokio, 10 de septiembre de 1985) es un actor japonés, conocido por sus papeles en las series Hana Yori Dango, Liar Game y Love Shuffle.

## Biografía
Matsuda nació el 10 de septiembre de 1985 en Suginami, Tokio. Es hijo del fallecido actor japonés de ascendencia coreana Yūsaku Matsuda y la actriz Miyuki Matsuda. Es el segundo hijo de ambos padres. Tiene un hermano mayor, Ryūhei, quien también es actor, y una hermana menor, Yūki. También tiene una hermanastra mayor por parte de su padre. Su padre murió en 1989 de cáncer de vejiga, cuando Matsuda tenía apenas cuatro años de edad.

## Vida personal
Su tía materna es la actriz Mami Kumagai. También fue cuñado de la modelo ruso-japonesa, Rina Ōta, quien estaba casada con su hermano mayor, Ryūhei.

## Filmografía

### Dramas
| Año  | Título en español                                  | Canal de televisión | Título en japonés           | Personajes           | Notas           |
| ---- | -------------------------------------------------- | ------------------- | --------------------------- | -------------------- | --------------- |
| 2003 | El profesor que abandonó regresa a la escuela      | TBS                 | Yankee Bokou ni Kaeru       | Noriyuki Takahashi   | Coestrella      |
| 2005 | Chicos antes que las flores                        | TBS                 | Hana Yori Dango             | Sojiro Nishikado     | Reparto         |
| 2006 | Regata                                             | TV Asahi            | レガッタ 君といた永遠       | Seiya Yagi           | Reparto         |
| 2006 | Top Caster                                         | Fuji TV             | トップキャスター            | Shunpei Iga          | Reparto         |
| 2007 | La Emperatriz de Ginza                             | TV Asahi            | Jyotei                      | Date Naoto           | Coestrella      |
| 2007 | Juego de mentiras                                  | Fuji TV             | ライアーゲーム              | Akiyama Shinichi     | Coestrella      |
| 2007 | Chicos antes que las flores 2                      | TBS                 | Hana Yori Dango 2           | Sojiro Nishikado     | Reparto         |
| 2008 | Tienda de flores sin rosa                          | Fuji TV             | Bara no nai Hanaya          | Naoya Kudo           | Reparto         |
| 2008 | Princesa Atsu                                      | NHK                 | Atsuhime                    | Tokugawa Iemochi     | Reparto         |
| 2009 | Lecciones para una historia de detectives perfecta | TV Asahi            | Meitantei no Okite          | Daigoro Tenkaichi    | Papel principal |
| 2009 | Love Shuffle                                       | TBS                 | ラブシャッフル              | Ojiro Sera           | Reparto         |
| 2009 | Juego de mentiras: Segunda temporada               | Fuji TV             | ライアーゲーム ～シーズン２ | Shinichi Akiyama     | Coestrella      |
| 2010 | Amantes de la luna                                 | Fuji TV             | Tsuki no Koibito            | Kazami Sai           | Reparto         |
| 2010 | Nagareboshi                                        | Fuji TV             | 流れ星                      | Ryo Kamiya           | Reparto         |
| 2011 | Don Quixote                                        | NTV                 | ドン★キホーテ               | Masataka Shirota     | Papel principal |
| 2012 | Taira no Kiyomori                                  | NHK                 | 平清盛                      | Emperor Go-Shirakawa | Coestrella      |
| 2013 | Agente encubierto Lizard                           | TBS                 | Sennyu Tantei Tokage        | Oribe Toru           | Papel principal |
| 2014 | Una clínica en el mar                              | Fuji TV             | Umi no Ue no Shinryoujo     | Sezaki Kota          | Papel principal |
| 2016 | Policía de Dias: Ihou Keisatsu                     | TBS                 | ディアスポリス-異邦警察     | Saki Kubozuka        | Papel principal |

### Películas televisivas
| Año  | Título               | Canal de televisión | Personajes         | Note            |
| ---- | -------------------- | ------------------- | ------------------ | --------------- |
| 2006 | Poem of Love         | TBS                 | Takumi Nanase      | Papel principal |
| 2008 | Rokumeikan           | TV Asahi            | Hisao Kiyohara     | Reparto         |
| 2014 | Miyamoto Musashi SP  | TV Asahi            | Seijuro Yoshioka   | Reparto         |
| 2015 | Koko ni Aru Shiawase | NHK                 | Hiroyuki Tachikawa | Papel principal |

### Películas
| Año  | Título                          | Personajes                                 | Notas                                   |  |
| ---- | ------------------------------- | ------------------------------------------ | --------------------------------------- |  |
| 2006 | A Cheerful Gang turns the Earth | Koun                                       | Reparto                                 |  |
| 2006 | A Long Walk                     | Wataru                                     | Reparto                                 |  |
| 2007 | Waruboro                        | Ko-chan                                    | Papel principal                         |  |
| 2008 | Ikigami                         | Kengo Fujimoto                             | Papel principal                         |  |
| 2008 | Hana Yori Dango Final           | Sojiro Nishikado                           | Reparto                                 |  |
| 2010 | A Crowd of Three                | Kenta                                      | Papel principal                         |  |
| 2010 | Liar Game: The Final Stage      | Shinichi Akiyama                           | Coestrella                              |  |
| 2011 | Hard Romantic-er                | Gu                                         | Papel principal                         |  |
| 2011 | Smuggler                        | Sumagura / oficial de police               | Papel principal                         |  |
| 2012 | Afro Tanaka                     | Hiroshi Tanaka                             | Papel principal                         |  |
| 2012 | Liar Game: Reborn               | Shinichi Akiyama                           | Coestrella                              |  |
| 2013 | 1905                            | Tamotsu Kato                               | Producción cancelada en febrero de 2013 |  |
| 2014 | Sweet Poolside                  | Mitsuhiko Ota (Hermano mayor de Toshihiko) | Reparto                                 |  |
| 2015 | Initiation Love                 | Suzuki                                     | Papel principal                         |  |
| 2016 | Over Fence                      | Kazuhisa                                   | Reparto                                 |  |
| 2016 | Dias Police: Dirty Yellow Boys  | Saki Kubozuka                              | Papel principal                         |  |

## Premios
2008
- Nikkan Sports Film Awards: Yujiro Ishihara - Premio al Mejor Nuevo Actor por "Ikigami" (Ganador)
- Mainichi Film Awards: Sponichi Grand Prize -  Premio al Nuevo Talento por "Waruboro" (Ganador)

2009
- 32nd Premios de la Academia Japonesa - Recién Llegado del Año por "Ikigami" (Ganador)
- Asian Film Awards - Mejor Revelación por "Hana Yori Dango Final" (Nominado)